# Pericoma platystyla
Pericoma platystyla és una espècie d'insecte dípter pertanyent a la família dels psicòdids que es troba a Grècia i Turquia.